# Potamogeton marianensis
Potamogeton marianensis är en nateväxtart som beskrevs av Adelbert von Chamisso och Diederich Franz Leonhard von Schlechtendal. Potamogeton marianensis ingår i släktet natar, och familjen nateväxter. Inga underarter finns listade.